# Danuta Bieńkowska
Danuta Bieńkowska (n. 31 ianuarie 1920, Wilno – d. 20 august 1992, Varșovia) a fost o scriitoare poloneză, eseistă, traducătoare de literatură română.

## Biografie
A început studii de medicină la Universitatea din Poznan în 1937, pe care le-a continuat începând din 1939 la Universitatea de Medicină și Farmacie Carol Davila din București, după ce emigrase în România din cauza războiului. A absolvit studiile de medicină în 1943 și a lucrat apoi ca medic și director de spital în sate din Moldova, până în 1945, când s-a întors în Polonia. A practicat medicina în anii 1946-1953 la Wrocław. A debutat în 1946 cu lucrarea Krzysztof. În 1954 s-a mutat la Varșovia.
Începând din 1950 s-a dedicat activității literare, renunțând la profesia de medic. A colaborat la radio și la periodicele „Zomierz Polski”, „Gros Pracy”, „Piomyk”, „Nowe Ksiazki”, „Dialog”, „Fakty” etc. A deținut funcția de vicepreședinte a secției varșoviene a Uniunii Scriitorilor Polonezi (1972-1975), apoi pe cea de membru în Comitetul Național al Uniunii Scriitorilor Polonezi (1975-1978, 1978-1980).
Activitatea literară i-a fost recunoscută de autoritățile poloneze, care i-au decernat Danutei Bieńkowska Premiul Președintelui Consiliului de Miniștri (1978), Crucea de Aur a Ordinului Meritul Cultural (1955), titlul Activist Cultural Emerit (1967), Crucea de Cavaler (1972) și Crucea de Ofițer (1985) ale Ordinului Renașterea Poloniei. A desfășurat o bogată activitate de traducătoare din literatura română, fiind distinsă cu Premiul Uniunii Scriitorilor Români (1984 și 1990) și cu medaliile „Ion Creangă” și „Mihai Eminescu”.

## Scrieri
- Szlakiem orlich gniazd (1955)
- Lekarz starej Warszawy (1964; despre Tytus Chałubiński)
- Żywot szczęśliwy Sebastiana Klonowica (1965)
- Rada nie od parady (1965)
- Kawaler różanego krzyża(1966)
- Wielka gra (1966)
- Skowronek (1967)
- Potajemna wyprawa (1968)
- Obrona wybrzeża 1629-1629 (1968)
- Piękna nieznajoma (1971)
- Siostra z wyboru (1971)
- Chłopiec z gitarą (1971)
- Najdłuższa noc (1972)
- Ślubne kobierce (1974)
- Chwila prawdy (1975; Harcerska Nagroda Literacka 1975)
- Trwaj chwilo! (1976)
- Daniel w paszczy lwa (1978)
- Czy to jest kochanie? (1979)
- Upragniony telefon (1980)
- Wesprzyj mnie (1980)
- Daniel na Saharze (1984)
- Lotem bliżej (1989)

## Traduceri
- Geo Bogza, Kamienny kraj i inne opowiadania (Țara de piatră și alte povestiri), Varșovia, 1956;
- Ion Creangă, Wspomnienia z dzieciristwa (Amintiri din copilărie), Varșovia, 1960, Ztoty most (Povestea porcului), Varșovia, 1973;
- Eugen Barbu, Szosa potnocna (Șoseaua Nordului), Varșovia, 1961, Ksigze (Princepele), Varșovia, 1979;
- G. Călinescu, Czarna komoda (Scrinul negru), Varșovia, 1962, Biedny Ioanide (Bietul Ioanide), Varșovia, 1973, Poeta milosci (Viața lui Mihai Eminescu), Varșovia, 1977;
- Al. I. Ștefănescu, Nie biegaj samotnie po deszczu (Să nu alergi singur prin ploaie), Varșovia, 1963;
- Mateiu I. Caragiale, Fanfaroni ze Starego Dworu (Craii de Curtea-Veche), Varșovia, 1968;
- Cezar Petrescu, Fram, niedzwiedz polamy (Fram, ursul polar), Varșovia, 1968;
- Alecu Ivan Ghilia, Noce bez snu (Nopți fără somn), Varșovia, 1969;
- Marin Sorescu, Jonasz (Iona), în „Dialog” (Varșovia), 1969, Trzeci pal (A treia țeapă), în „Dialog” (Varșovia), 1991, Koscielny (Paracliserul), în „Dialog” (Varșovia), 1991;
- Alexandru Ivasiuc, Westybul (Vestibul), Varșovia, 1970;
- Iosif Naghiu, Ciemnosc (Întunericul), în „Dialog” (Varșovia), 1971;
- I.L. Caragiale, Abu-Hasan, Varșovia, 1972;
- Liviu Rebreanu, Ion, Varșovia, 1972;
- Zaharia Stancu, Jak bardzo cie kochakm (Ce mult te-am iubit), Varșovia, 1972;
- G. Ciprian, Kaczy teb (Capul de rățoi), în „Dialog” (Varșovia), 1973;
- Jean Bart, Europolis, Gdansk, 1974;
- Maria-Luiza Cristescu, Nie zabijajcie kobiet (Nu ucideți femeile), Varșovia, 1974;
- Vintilă Corbul, Dynastia Sunderland-Beauclair, I-II, Varșovia, 1975-1980, Hollywood, piekio marzeri (Hollywood, iadul visurilor), Katowice, 1992;
- Dumitru Solomon, Diogenes pies (Diogene câinele), în „Dialog” (Varșovia), 1975;
- Ion Marin Sadoveanu, Wswietle gazowych lamp (Sfârșit de veac în București), Varșovia, 1976;
- Constantin Chiriță, Sniezne skrzydh (Aripi de zăpadă), Varșovia, 1977;
- Mircea Sântimbreanu, Duza przerwa (Recreația mare), Varșovia, 1978 (în colaborare);
- Romulus Vulcănescu, Kolumna niebios (Coloana infinită), Varșovia, 1979;
- Mircea Radu Iacoban, Khpotliwy swiadek (Departe), Varșovia, 1980;
- Cătălin Bursaci, Pierwsza ksiazka, ostatnia ksiqzka (Prima carte, ultima carte), Varșovia, 1982;
- Paul Cornel Chitic, Europa, aport, în „Dialog” (Varșovia), 1984;
- V.A. Gheorghiu, Rzeczywistosc i fikcja (Realitate și ficțiune), Varșovia, 1984, Sugestia, Varșovia, 1987;
- Constantin Țoiu, Grzech pierworodny (Galeria cu viță sălbatică), Varșovia, 1985.